# Karl-Romet Nõmm
Karl-Romet Nõmm (ur. 4 stycznia 1998 w Pärsti) – estoński piłkarz, grający na pozycji bramkarza.

## Kariera klubowa
Wychowanek Viljandi JK Tulevik. W pierwszej drużynie tego klubu zadebiutował 31 marca 2013 w wygranym 5:1 meczu z Kiviõli FC Irbis. W Meistriliiga zadebiutował 7 marca 2015 w meczu z Florą Tallinn. W listopadzie 2015 przebywał na testach w Molde FK, a w kwietniu 2016 był testowany przez Wisłę Kraków. W grudniu 2020 podpisał dwuletni kontrakt z Florą Tallin. W sezonie 2022 zdobył z tym klubem mistrzostwo Estonii. W styczniu 2023 podpisał półtoraroczny kontrakt z Sandecją Nowy Sącz. Zadebiutował w tym klubie 6 marca w przegranym 0:2 meczu z Odrą Opole. Po zakończeniu sezonu 2022/2023 opuścił klub.

## Kariera reprezentacyjna
Był młodzieżowym reprezentantem Estonii w kadrach od U-17 do U-21. W seniorskiej reprezentacji zadebiutował 12 stycznia 2023 w wygranym 1:0 meczu towarzyskim z Finlandią.

## Osiągnięcia
- Mistrzostwo Estonii: 2022